# 郭永鴻
郭永鴻（英語：Kwok Wing-hung；1958年—），祖籍福建福州，綽號「上海仔」，香港黑幫「和勝和」前首領。2012年3月初，因被傳媒揭發與行政長官候選人梁振英競選團體成員及鄉議局選委出席同一個「飯局」，而被捲入2012年特首選戰拉票。事件引起香港社會是否有「黑金政治」疑慮。
2020年11月22日，「上海仔」潜逃两年半后突然回港，警方拘捕他之后，准许这个重犯保释候审，47人案等政治犯卻要繼續還押，引起社會關注。有评论认为，「上海仔」已经被中共国安处收复，为中共效力，情况如同澳門黑帮头目尹國駒一样，为中共某些特别任务合作。尹國駒被指利用洪门系统，为中共执行多次任务，但其实尹势力早已四散或转投当年对手水房赖，所谓洪门系统只是敛财的噱头，无实际作用。

## 背景
據《蘋果日報》報導，在1990年代初已身居黑道高位，殺人越貨；後靠販賣盜版 VCD 賺得第一桶金，全港檔口逾萬。他亦喜歡在麻雀館留連，因而認識一名澳門大家姐級人物，並以其精湛房中術取悦對方，得以在濠江開設賭廳，已故富商林百欣的妻子余寶珠便是其契媽之一，他並因此認林建岳為契哥，林建岳之後透過發言人稱「確有其事」。
卸任龍頭後，可能被北京「招安」的關係，郭永鴻對江湖事轉趨低調，在2000年開始以商人身份在中國內地投資酒店、度假村及高爾夫球場等，又在中國投資夜總會、按摩場及地下賭檔等非法勾當。
據郭永鴻接受《明報》訪問所言，早在1970年代，就跟一班新界鄉紳有交情，協助地產商在新界收地，因而對元朗鄉事人士頗有影響力，據稱在2011年區議會選舉中，為建制派候選人拉到不少選票。另外他亦出示他與鄉議局主席劉皇發、兩名副主席林偉強與張學明的合照，以證所言非虛。郭稱因尊敬劉皇發的關係，故2011年初向新界鄉議局捐款800萬多港元，協助興建新界鄉議局大樓。
郭永鴻是香港警方有組織罪案及三合會調查科的目標人物。2012年8月，警方懷疑他利用銀行戶口處理犯罪得益而且數額巨大涉及金額達數千億元，遂將他拘捕，其後獲准保釋候查。另涉嫌與多宗嚴重罪案有關被警方調查，包括涉恐嚇勒索多名港澳富豪、毒品交易及謀殺等案件。

## 影視形象
在電視劇及電影中，有部分演員所飾演的角色的造形、影射及取自於郭永鴻。
- 2014年香港電影竊聽風雲3，演員方中信所飾演的角色陸永富的造型影射郭永鴻。
- 2017年香港電視劇賭城群英會，演員黃煒溏所飾演的角色大聖哥的造型影射郭永鴻。